# Abdulaziz
Abdulaziz (8. února 1830 – 4. června 1876) byl 32. sultán Osmanské říše, vládnoucí v období od 25. června 1861 do 30. května 1876. Byl synem sultána Mahmuda II. a na trůnu vystřídal svého bratra Abdulmecida I.
Narodil se v paláci Eyüp v Istanbulu. I přesto, že získal osmanské tradiční vzdělání byl uchvácen pokrokem, který nastal v Západní Evropě. Byl prvním osmanským sultánem, který Západní Evropu navštívil a procestoval. V roce 1867 navštívil i Paříž, Londýn a Vídeň.
Kromě lásky k námořnictvu, které v roce 1875 bylo třetím největším na světě (po Francii a Británii) se také zajímal o dokumentování Osmanské říše. Dále se zajímal o literaturu a byl talentovaným hudebním skladatelem. Během stagnace osmanské ekonomiky byl 30. května 1876 sesazen z trůnu. O šest dní později byl nalezen mrtev v kaluži krve. Dodnes není jisté, zda se jednalo o vraždu nebo sebevraždu.

## Mládí

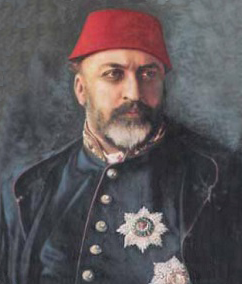
Portrét sultána Abdulazize

Jeho otcem byl sultán Mahmud II. a matkou Pertevniyal Sultan, původem Čerkeska jménem Besime. V roce 1868 se jeho matka usadila v paláci Dolmabahçe. Toho roku Abdulaziz navštívil Evženii de Montijo, francouzskou císařovnu, aby navštívila i jeho matku. Pertevniyal se setkávala se ženami ze zahraničí zásadně mimo harém. Podle záznamů Pertevniyal uhodila Evžénii do obličeje, díky čemuž vznikl mezinárodní skandál. Podle jiných záznamů Pertevniyal pobouřilo to, když jednoho z jejích synů vzala při procházce za ruku. Uhodila ji do břicha, čímž jí chtěla připomenout, že není ve Francii.
Jeho matka nechala vystavět mešitu Pertevniyal Valide Sultan. Stavba započala v listopadu roku 1869 a byla dokončena v roce 1871.
Prarodiči z otcovy strany byli sultán Abdulhamid I. a jeho manželka Nakşidil Sultan. Několik zdrojů uvádí, že jeho babička byla Aimée du Buc de Rivéry, sestřenice francouzské císařovny Joséphine de Beauharnais. Jeho matka Pertevniyal byla sestra Khushiyar Kadin, třetí manželky Ibrahíma Paši, vládce Egypta. Její sestra tak byla i matkou dalšího vládce, Ismaila Paši.
V době vlády sultána Abdulazize se odehrává románový cyklus Karla Maye Ve stínu padišáha a oním padišáhem, tj. "vládcem všech muslimů" z titulu knihy je právě Abdulaziz.

## Vláda

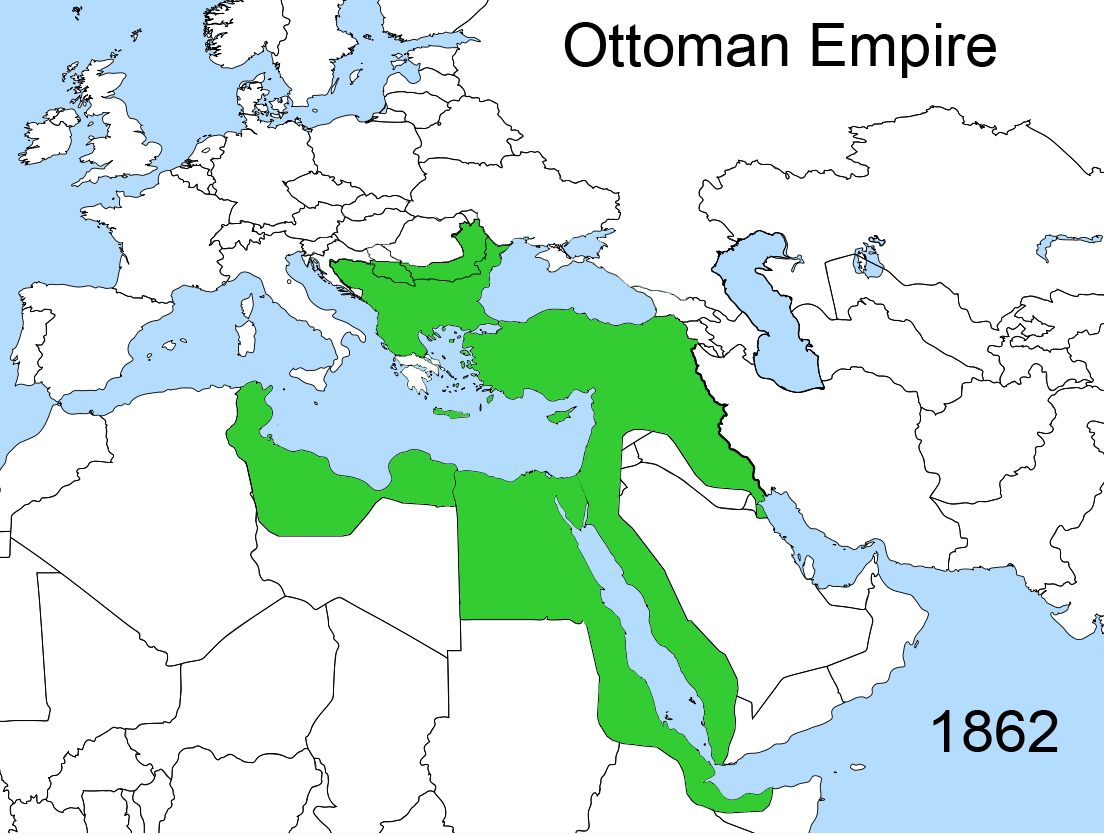
Osmanská říše v roce 1862

V letech 1861 až 1871 započalo za vlády jeho bratra Abdulmecida I. období reforem zvané Tanzimat. Ty pokračovaly pod vedením jeho hlavních ministrů Mehmeda Fuada Paši a Mehmeda Emin Âli Paši. V roce 1864 byly vyhlášeny nové administrativní celky, vilájety, a v roce 1868 byl založen státní parlament. Bylo zřízeno veřejné vzdělání, které kopírovalo francouzský model a v roce 1861 byla Istanbulská univerzita přeorganizována v moderní instituci. 

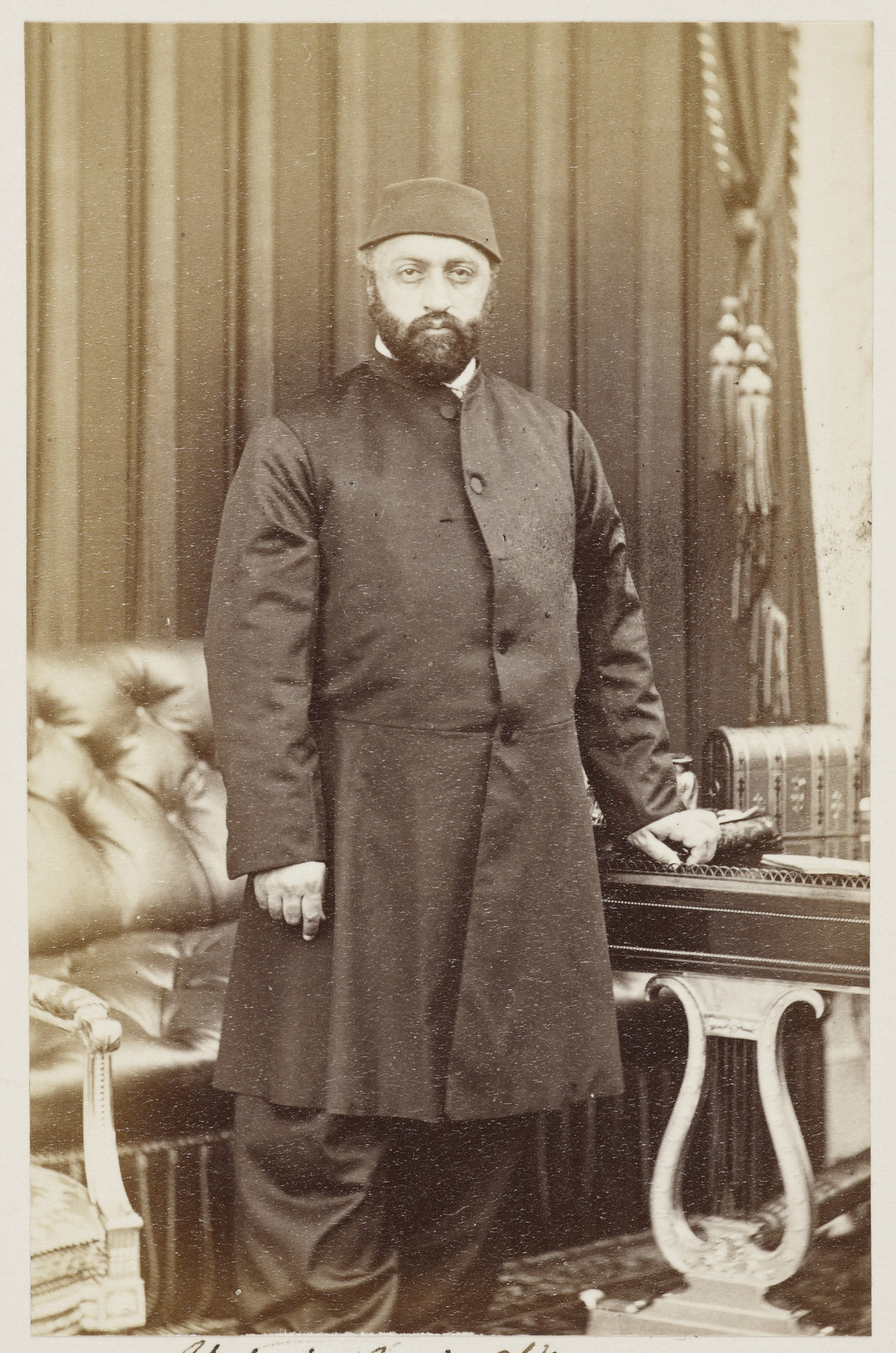
Abdulaziz při návštěvě Velké Británie v roce 1867

Abdulaziz budoval dobré vztahy s Francií a Spojeným královstvím. V roce 1867 se stal prvním sultánem, který navštívil Západní Evropu. Během této cesty navštívil Světovou výstavu v Paříži a zastavil se ve Spojeném království, kde jej královna Viktorie pasovala na rytíře a provedla jej a Ismaila Pašu námořnictvem. Sultán cestoval soukromým železničním vozem, který je dnes vystaven v muzeu Rahmi M. Koçe v Istanbulu. Dalšími rytíři byli spolu se sultánem pasováni v roce 1867 Charles Gordon-Lennox, Charles Manners, Henry Somerset, princ Artur (syn královny), rakouský císař František Josef I. a ruský car Alexandr II.
V roce 1867 se také Abdulaziz stal prvním sultánem držící titul Chediv (vicekrál) a také Wali (guvernér) Egyptského chedivství, čímž vznikl autonomní celek Chedivství Egypta a Súdánu (1867–1914). Muhammad Ali Paša a jeho potomci drželi vyšší titul než sultán, v roce 1867 však osmanský parlament tento titul zneuznal. První egyptský chediv Ismail Paša již o rok dříve schválil daně, které měl Egypt a Súdán odvádět do osmanské státní kasy. Mezi lety 1854 a 1894 byla většina těchto daní vypůjčena od britských a francouzských bank. Dne 30. října 1875 schválil osmanský parlament nezávisle na ostatních ejáletech povinnost splatit zahraniční dluhy. To vyvolalo velkou finanční krizi v balkánských zemích, která vyústila v devastující Rusko-tureckou válku. V roce 1881 se zvedl úrok k půjčkám od Britů a Francouzů, které měl Egypt a Súdán. Díky otevření Suezského průplavu v roce 1869 stoupal v Egyptě a Súdánu britský vliv a v roce 1882 začala Británie území okupovat. To vyústilo ve vzpouru 'Urabi. Egypt a Súdán (spolu s Kyprem) byli znovu osmanským územím od 5. listopadu 1914, kdy Británie vyhlásila válku Osmanské říši během První světové války.
V roce 1869 navštívila Abdulazize Evžénie de Montijo, manželka francouzského císaře Napoleona III. při příležitosti otevření Suezského průplavu. Ve stejný moment navštívil Istanbul již podruhé britský princ Edward (budoucí král Edward VII.)
V roce 1871 zemřeli Mehmed Fuad Paša a Mehmed Emin Ali Paša. Když na Balkáně nadále pokračovaly nepokoje, Abdulaziz se pokusil požádat o přátelství Rusko. V roce 1875 vypuklo Hercegovské povstání a byla tak odstartována další vlna nepokojů. V roce 1876 vypuklo Dubnové povstání v Bulharsku. Toto povstání pravděpodobně podporovalo Rusko.
Žádná z těchto událostí nezapříčinila sultánovo svržení. V roce 1873 přišla velká neúroda, Abdulaziz však hojně investoval do námořnictva a stavění nových paláců. Veřejný dluh tak narůstal a mezi chudým obyvatelstvem tak vyvstávala myšlenka k ukončení sultánovy vlády.

## Smrt

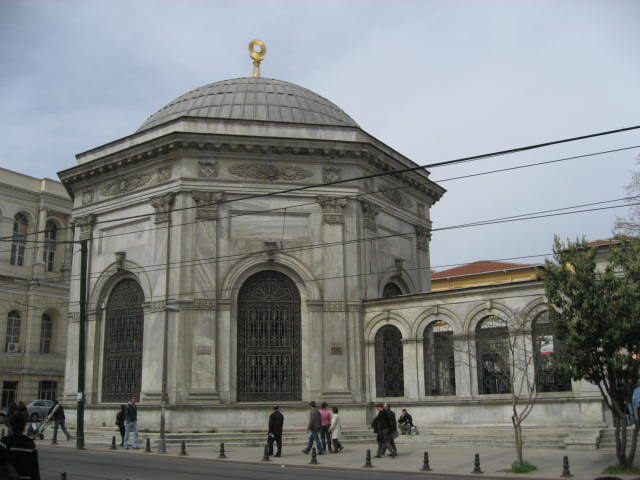
Hrobka sultána Mahmuda II. (jeho otce), kde je pohřben i Abdulaziz, v ulici Divanyolu v Istanbulu

Abdulazizova smrt byla o pár dní později shledána jako sebevražda.

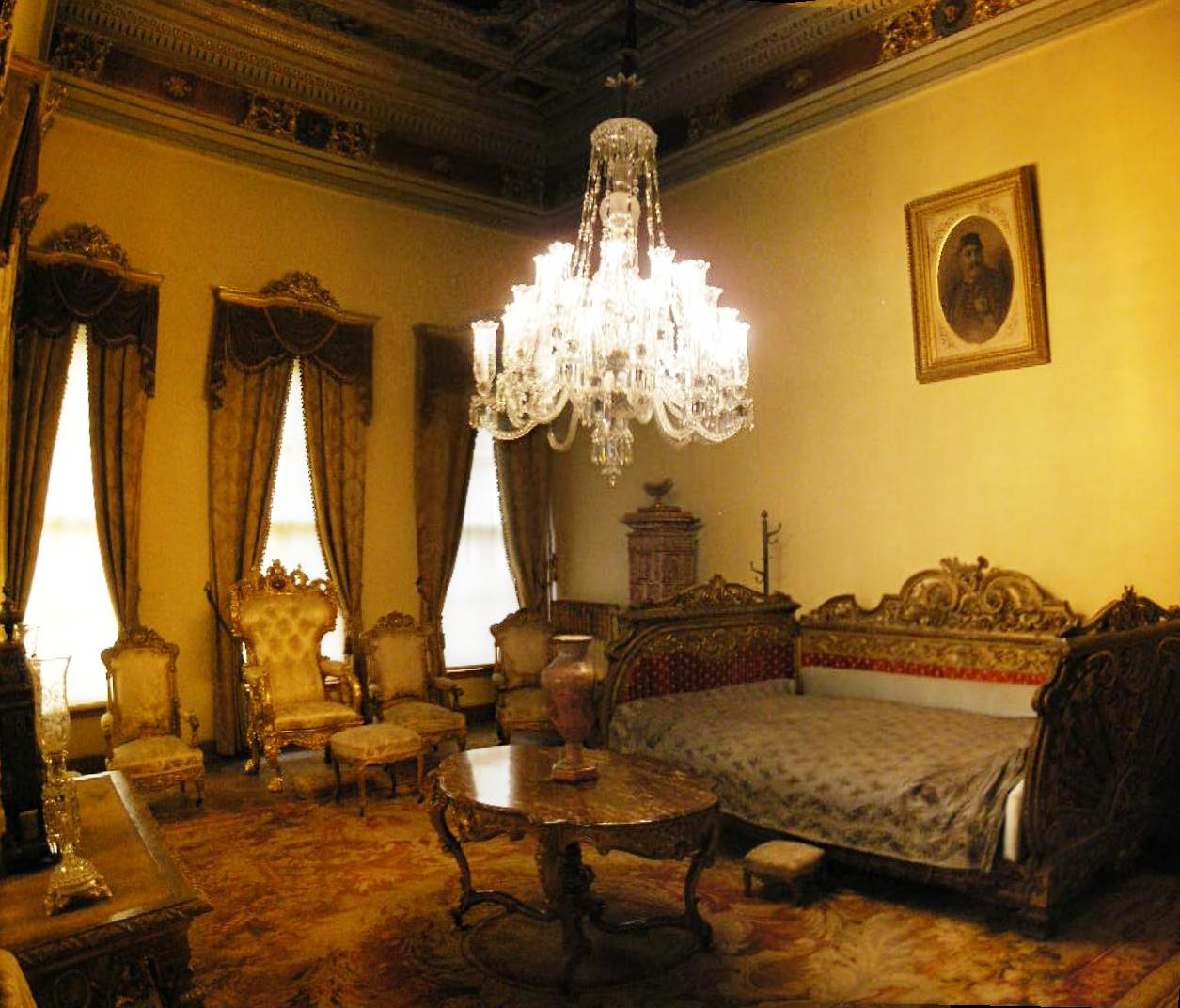
Ložnice sultána Abdulazize v paláci Dolmabahçe

Po jeho sesazení z trůnu byl uvězněn v jedné z komnat v paláci Topkapi. Jednalo se o stejnou komnatu, ve které byl zavražděn sultán Selim III. V této komnatě měl žít nadále v uvěznění, Abdulaziz však žádal o přesunutí do paláce Berlebeyi. Jeho žádosti vyhověno nebylo a byl namísto toho přesunut do paláce Feriye. Abdulaziz byl stále více nervózní a začal být paranoidní, jelikož se začal bát o svůj život. Ráno 5. června 1876 požádal o nůžky, aby si mohl zastřihnout vousy. Krátce na to byl nalezen mrtvý v kaluži krve, které vytékaly z jeho paží.
Jeho tělo bylo prohlédnout několik lékařů. Všichni se shodli na tom, že příčinou úmrtí byla příliš velká ztráta krve, která vytekla ze dvou bodných ran v jeho pažích. Jeden z těchto lékařů potvrdil, že jeho pleť byla úplně bílá a bez známek jakéhokoliv boje či fyzického napadení. Nebyly nalezeny žádné stopy po škrcení.
Několik zdrojů uvádí, že Abdulazizovu smrt zapříčinili stejní lidé jako ti, kteří jej sesadili z trůnu.

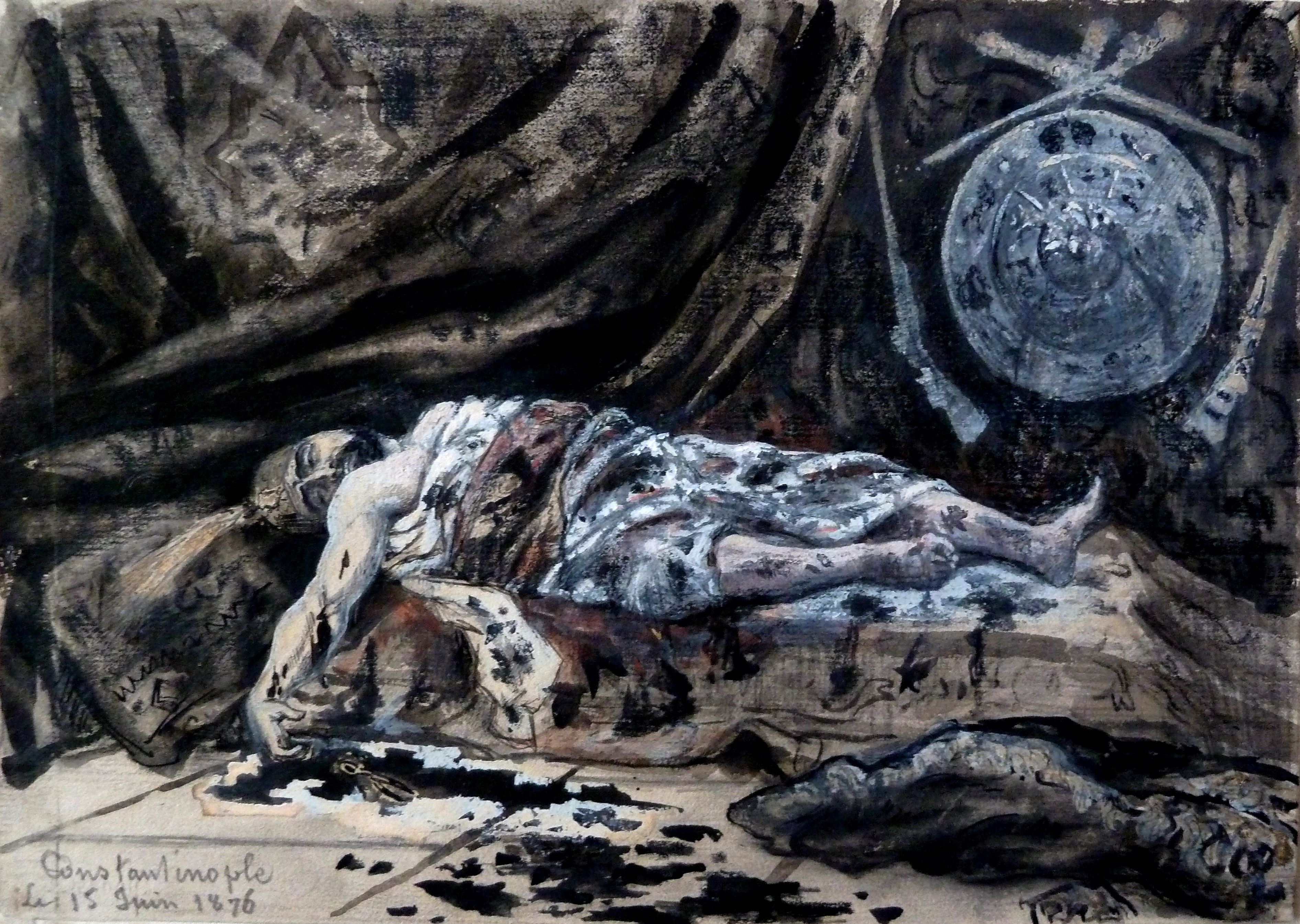
Zobrazení smrti Abdulazize od francouzského malíře Victora Massona z roku 1876

Necip Fazıl Kısakürek byl prvním spisovatelem, který uvedl, že byl Abdulaziz zavražděn. Prohlásil, že celá operace byla naplánována britskou vládou a motiv byl anti-islamismus. Podle něj byli Angličané největším nepřítelem islámu a právě proto jej označil za sultánovy vrahy.
Další podobná myšlenka byla zaznamenána ve vzpomínkách sultána Abdulhamida II. V této autobiografii, která se později projevila jako podvodná, sultán Abdulhamid uvedl, že Murad V. začal vykazovat známky paranoie, šílenství a trpěl častými mdlobami a zvracením. Bylo tomu tak až do jeho korunovaci, do té doby s sebou neustále vodil stráže, aby chránili jeho život. Tehdejší vysoce postavení politici měli obavu, že by se bývalý sultán Abdulaziz mohl vzbouřit a dostat se zpět k moci. Dohodli se poté na tom, že zabijí Abdulazize podřezáním paží, aby poté mohli prohlásit, že se jednalo o sebevraždu. Tato kniha byla považována za důkaz, který měl doložit, že Abdulaziz sebevraždu nespáchal. Později však bylo zjištěno, že sultán Abdulhamid II. tuto knihu nenapsal a nikdy tato slova nevyřkl.

## Úspěchy
- Abdulaziz kladl důraz na zmodernizování osmanského námořnictva. V roce 1875 vlastnilo námořnictvo 21 vojenských lodí a 173 válečných lodí. Po Francii a Británii bylo jeho námořnictvo třetím největším na světě. Jeho náklonnost k námořnictvu, lodím a moři se projevila také na malbách v paláci Beylerbeyi, který stojí na pobřeží Bosporu v Istanbulu. Nicméně jeho rozsáhlé investice do modernizace námořnictva vedli k velkému hospodářskému úpadku a musely být sníženy daně. Po Rusko-turecké válce v letech 1877–1878 byla osmanská ekonomika zdevastována a v roce 1881 byla na počátku vlády jeho syna Abdulhamida II. zřízeno ministerstvo pro kontrolu splácení zahraničních dluhů.
- První železnice v Osmanské říši byly otevřeny na trasách Izmir-Aydin a Alexandrie-Káhira v roce 1856 za vlády sultána Abdulmecida I. První velké nádraží, stojící až do dnešních dnů, bylo vystavěno v Izmiru v roce 1858. Nicméně na spoustě míst se nacházely tratě, které nebyly obsluhovány či dokončeny. Sultán Abdulaziz založil první osmanské dráhy. Dne 17. dubna 1869 byly postaveny postaveny železnice na Balkáně, které spojovaly Vídeň a Istanbul. Vlaky projížděly přes Edirne, Plovdiv a Sarajevo kolem řeky Sávy. V roce 1873 bylo otevřeno první nádraží v Istanbulu. To bylo přestavěno v letech 1888 až 1890 (za vlády Abdulhamida II.) a tuto podobu budovy zde můžeme vidět dodnes. Toto místo se stalo konečnou stanicí Orient Expressu.
- Během jeho vlády byly v roce 1863 natištěny první turecké poštovní známky a Osmanská říše se tak přidala v roce 1875 do Světové poštovní unie.
- Byl spolutvůrcem prvního osmanského občanského zákoníku.
- Byl prvním osmanským sultánem, který procestoval Západní Evropu. V létě roku 1867 svým soukromým železničním vozem zajel trasu: Istanbul – Messina – Neapol– Toulon – Marseille – Paříž – Boulogne – Dover – Londýn– Dover – Calais – Brusel – Koblenz – Vídeň – Budapešť – Oršava – Vidin – Ruse – Varna – Istanbul.
- Navštívil muzea v Paříži (30. června – 10. července 1867), Londýně (12. – 23. července 1867) a Vídni (28. – 30. července 1867). Na základě toho nechal zřídit v Istanbulu archeologické muzeum.

## Osobní život
Abdulaziz měl celkem 5 manželek. Byly jimi Dürrünev Kadınefendi, Edadil Kadınefendi, Nesrin Kadınefendi a Gevheri Kadınefendi. Sultán se chtěl také oženit s princeznou Tawhida Hanim, dcerou egyptského chedivy Ismaila Paši. Nicméně princezna se zamilovala do Mehmeda Fuada Paši a city byly oboustranné. Ismail jí chtěl vyhovět a provdat ji za něj. Zanechal tedy sultánovi vzkaz ohledně dceřina přání. Abdulaziz se velmi rozzlobil, Mehmeda propustil ze svých služeb a zrušil zásnuby.

### Potomstvo
| Jméno                                     | Narození           | Smrt           | Poznámky                                                                  |
| ----------------------------------------- | ------------------ | -------------- | ------------------------------------------------------------------------- |
| S Dürrünev Kadin (sňatek 20. května 1856) |                    |                |                                                                           |
| Şehzade Yusuf Izzeddin                    | 11. října 1857     | 1. února 1916  | oženil se celkem šestkrát, měl dvě dcery a dva syny                       |
| Saliha Sultan                             | 11. července 1862  | 1941           | provdala se a měla jednu dceru                                            |
| Şehzade Mehmed Selim                      | 28. září 1866      | 23. října 1867 | zemřel jako batole v paláci Dolmabahçe, pohřben je v hrobce Mahmuda II.   |
| S Hayranidil Kadin (sňatek 1861)          |                    |                |                                                                           |
| Nazime Sultan                             | 14. února 1867     | 1947           | provdala se a neměla žádné děti                                           |
| Abdulmecid II.                            | 29. května 1868    | 23. srpna 1944 | oženil se celkem čtyřikrát, měl dceru a syna                              |
| S Edadil Kadin (sňatek 1861)              |                    |                |                                                                           |
| Şehzade Mahmud Celaleddin                 | 14. listopadu 1862 | 1. září 1888   | oženil se a neměl žádné děti                                              |
| Emine Sultan                              | 1. prosince 1866   | 24. února 1867 | zemřela jako batole v paláci Dolmabahçe, pohřbena je v hrobce Mahmuda II. |
| S Nesrin Kadin (sňatek 1868)              |                    |                |                                                                           |
| Şehzade Mehmed Şevket                     | 10. června 1869    | 22. října 1899 | oženil se jednou, měl jednoho syna                                        |
| Emine Sultan                              | 24. srpna 1874     | 29. ledna 1920 | provdala se a měla jednu dceru                                            |
| S Gevheri Kadin (sňatek 1872)             |                    |                |                                                                           |
| Esma Sultan                               | 21. března 1873    | 7. května 1899 | provdala se a měla tři syny a jednu dceru                                 |
| Şehzade Mehmed Seyfeddin                  | 21. září 1874      | 19. října 1927 | oženil se a měl tři syny a jednu dceru                                    |

## Vyznamenání
- velkokříž Císařského řádu mexického orla – Druhé mexické císařství, 1865
- 756. rytíř Podvazkového řádu – Spojené království, 14. srpna 1867[1]
- Řád zlatého rouna – Španělsko, 24. června 1870
- Domácí řád vendické koruny – Meklenbursko-střelické velkovévodství, 18. července 1871[2]
- Domácí a záslužný řád vévody Petra Fridricha Ludvíka – Oldenburské velkovévodství, 14. prosince 1874
- Řád zvěstování – Italské království
- velkokříž Řádu věže a meče – Portugalské království